# José Bizama
José Carlos Bizama Venegas (* 25. Juli 1994 in Curanilahue) ist ein chilenischer Fußballspieler. Der Innenverteidiger bestritt vier Länderspiele für die chilenische Fußballnationalmannschaft.

## Karriere

### Verein
José Bizama, wegen seiner Geschwindigkeit auch Flecha (dt.: Pfeil) genannt, kam mit 16 Jahren in die Jugend des CD Huachipato. Dort debütierte der Innenverteidiger, der auch als defensiver Mittelfeldspieler oder Außenverteidiger eingesetzt werden kann, in der Profimannschaft bei der Copa Chile im Mai 2014 gegen Deportes Concepción. Nach fünf Jahren bei Huachipato wechselte er im Juli 2019 in die Major League Soccer zu Houston Dynamo. Am 28. Februar 2020 erlitt er eine Beinfraktur, die wenige Tage später operiert werden musste und ihn zu einer monatelangen Pause zwang. Im September stand er wieder bei einem Pflichtspiel auf dem Platz. Nach nur einem bestrittenen Ligaspiel in der Saison 2021 wurde Bizama an Charlotte Independence aus der USL Championship verliehen, wo er bis zu seinem Vertragsende mit Houston spielte. Die Option auf Vertragsverlängerung nahm der Verein nicht wahr. Er kehrte daraufhin nach Chile zurück und unterschrieb im Januar 2022 einen Vertrag beim CD Palestino.

### Nationalmannschaft
Bizama debütierte im Mai 2018 für die Nationalmannschaft beim Freundschaftsspiel gegen Rumänien, als er in der 77. Spielminute für Paulo Díaz eingewechselt wurde. Anschließend bestritt er drei weitere Länderspiele, in denen er jeweils als Einwechselspieler zu seinen Einsätzen kam. Zuletzt lief er im September 2019 beim Freundschaftsspiel gegen Honduras auf.